# Крістіан Гросс
Крістіан Гросс (нім. Christian Gross, нар. 14 серпня 1954, Цюрих) — швейцарський футболіст, що грав на позиції захисника. По завершенні ігрової кар'єри — тренер.

## Клубна кар'єра
У дорослому футболі дебютував 1972 року виступами за «Грассгоппер», в якому провів чотири сезони. Своєю грою за цю команду привернув увагу представників тренерського штабу «Лозанни», до складу якого приєднався 1976 року. Відіграв за швейцарську команду наступні два сезони своєї ігрової кар'єри.
Згодом з 1978 року протягом двох сезонів грав за «Ксамакс», а влітку 1980 року переїхав до німецької Бундесліги, де трохи більше року пограв за місцевий «Бохум», після чого повернувся на батьківщину і грав за «Санкт-Галлен».
Завершував професійну ігрову кар'єру у клубах другого за рівнем дивізіону Швейцарії — «Лугано» та «Івердон Спорт», за якій виступав до 1988 року.

## Виступи за збірну
8 березня 1978 року Крістіан Гросс дебютував у складі збірної Швейцарії в гостьовому товариському матчі проти команди НДР, вийшовши переважно складі. Цей епізод так і залишився для Гросса єдиним його виступом за національну команду.

## Кар'єра тренера
Першим клубом у тренерській кар'єрі Гросса став «Віль», який за час його роботи з 1988 по 1993 рік піднявся з четвертого рівня в системі футбольних ліг Швейцарії на другий.
У 1993 році він очолив «Грассгоппер», з яким виграв два чемпіонські титули і Кубок Швейцарії, тренував команду з Цюриха чотири роки. Успіх Гросса з «Грассхопером» означав, що він був дуже високо оцінений у своїй рідній Швейцарії, але все ще був маловідомий за межами Центральної Європи, і було дуже несподівано, коли в листопаді 1997 року він був призначений головним тренером англійського «Тоттенгем Готспур», ставши першим швейцарцем, який обіймав посаду головного тренера клубу англійської Прем'єр-ліги.
Гросс очолив «Тоттенгем» 20 листопада 1997 року і одразу мав вирішувати проблеми — його найнадійніший помічник, швейцарський фітнес-тренер Фріц Шмід, який був невіддільною частиною навчальних планів Гросса в «Грассхопері», не отримав дозволу на роботу від уряду Великої Британії, і тому не зміг взяти на себе цю роль у лондонському клубі.
Початок роботи Гросса був змішаний: у своєму дебютному матчі його клуб програв 0:1 на «Вайт Гарт Лейн», потім переміг 2:0 «Евертон» на «Гудісон Парк», після чого отримав розгромну домашню поразку 1:6 від «Челсі». Однак, попри подальші певні ознаки поліпшення, його невпинно висміювали британські таблоїди. Висміювання Гросса часто були пов'язані з його поганим розумінням англійської та першої прес-конференції у «шпорах», де він прибув пізно з аеропорту «Хітроу», і розмахував квитком лондонської підземки зі словами: «Я хочу, щоб це стало моїм квитком до снів».
Становище Гроса стало ще більш неприйнятним з початком наступного сезону 1998/99, коли лондонці програли два з їхніх трьох матчів, після чого голова клубу Алан Шугар вирішив таки звільними Гросса, звинувачуючи ЗМІ в знищенні його репутації. Гросс виграв лише три зі своїх останніх 10 матчів у клубі.
У липні 1999 року Крістіан Гросс став головним тренером швейцарського «Базеля» і залишався на цій посаді протягом наступних десяти років. При ньому команда перетворилася на домінуючу силу у себе країні, вперше за 22 роки вигравши титул у 2002 році і ще тричі повторивши це досягнення при Гроссі. 17 травня 2009 року Гросс був атакований фанатами «Цюріха» після програшу останнього «Базелю». Через 12 днів він залишив посаду головного тренера. 
6 грудня 2009 року Крістіан Гросс очолив німецький «Штутгарт», вивівши його за підсумками сезону 2009/10 у Лігу Європи. Його звільнення з цієї посади було оголошено 13 жовтня 2010 року після шести поразок в семи матчах нового сезону, коли клуб опинився в нижній частині таблиці.
Більшу частину сезону 2011/12 Гросс працював головним тренером швейцарської команди «Янг Бойз» і був звільнений 29 квітня 2012 року, здобувши тільки чотири очки в останніх дев'яти матчах.
У липні 2014 року Крістіан Гросс був призначений головним тренером саудівського «Аль-Аглі», привівши його до першого з 1984 року титулу чемпіона Саудівської Аравії за підсумками сезону 2015/16. Крім цього з командою Гросс вигравав Кубок спадкоємного принца Саудівської Аравії у 2015 році та Королівський кубок Саудівської Аравії у 2016. Відразу після перемоги в останньому з цих турнірі, 29 травня 2016 року Крістіан покинув саудівський клуб, але вже у жовтні повернувся і допрацював з ним до кінця сезону.
Після річної перерви у тренерській роботі влітку 2018 року був призначений головним тренером єгипетського «Замалека», з якого був звільнений за рік через незадовільні на думку керівництва клубу результати команди.
16 жовтня 2019 року утретє очолив тренерський штаб саудівського «Аль-Аглі».

## Тренерська статистика
Станом на 18 жовтня 2019 року
| Команда           | Початок роботи    | Завершення роботи | Показники | Показники | Показники | Показники | Показники |
| Команда           | Початок роботи    | Завершення роботи | М         | В         | Н         | П         | % перемог |
| ----------------- | ----------------- | ----------------- | --------- | --------- | --------- | --------- | --------- |
| Віль              | 1 липня 1988      | 30 червня 1993    | —         | —         | —         | —         | —         |
| Грассгоппер       | 1 липня 1993      | 19 листопада 1997 | 161       | 88        | 41        | 32        | 54,66     |
| Тоттенгем Готспур | 20 листопада 1997 | 6 вересня 1998    | 30        | 10        | 8         | 12        | 33,33     |
| Базель            | 1 липня 1999      | 27 травня 2009    | 498       | 289       | 115       | 94        | 58,03     |
| Штутгарт          | 6 грудня 2009     | 13 жовтня 2010    | 36        | 20        | 7         | 9         | 55,56     |
| Янг Бойз          | 8 травня 2011     | 30 квітня 2012    | 40        | 16        | 15        | 9         | 40,00     |
| Аль-Аглі          | 1 липня 2014      | 1 липня 2016      | 82        | 57        | 19        | 6         | 69,51     |
| Аль-Аглі          | 2 жовтня 2016     | 20 червня 2017    | 37        | 24        | 6         | 7         | 64,86     |
| Замалек           | 13 липня 2018     | 1 червня 2019     | 47        | 31        | 11        | 5         | 65,96     |
| Аль-Аглі          | 16 жовтня 2019    | досі              | 1         | 0         | 0         | 1         | 00.00     |
| Разом             | Разом             | Разом             | 909       | 515       | 219       | 175       | 56,66     |

## Титули і досягнення
- Чемпіон Швейцарії (7):

«Грассгоппер»: 1994–95, 1995–96, 1997–98
«Базель»: 2001–02, 2003–04, 2004–05, 2007–08
- Володар Кубка Швейцарії (5):

«Грассгоппер»: 1993–94
«Базель»: 2001–02, 2002–03, 2006–07, 2007–08
- Чемпіонат Саудівської Аравії (1):

«Аль-Аглі»: 2015–16
- Володар Королівського кубка Саудівської Аравії (1):

«Аль-Аглі»: 2015–16
- Володар  Кубка спадкоємного принца Саудівської Аравії (1):

«Аль-Аглі»: 2014–15

### Індивідуальні
- Найкращий тренер швейцарської Суперліги: 2008
- Найкращий тренер року у Саудівській Аравії: 2015